# James Crawford Angel

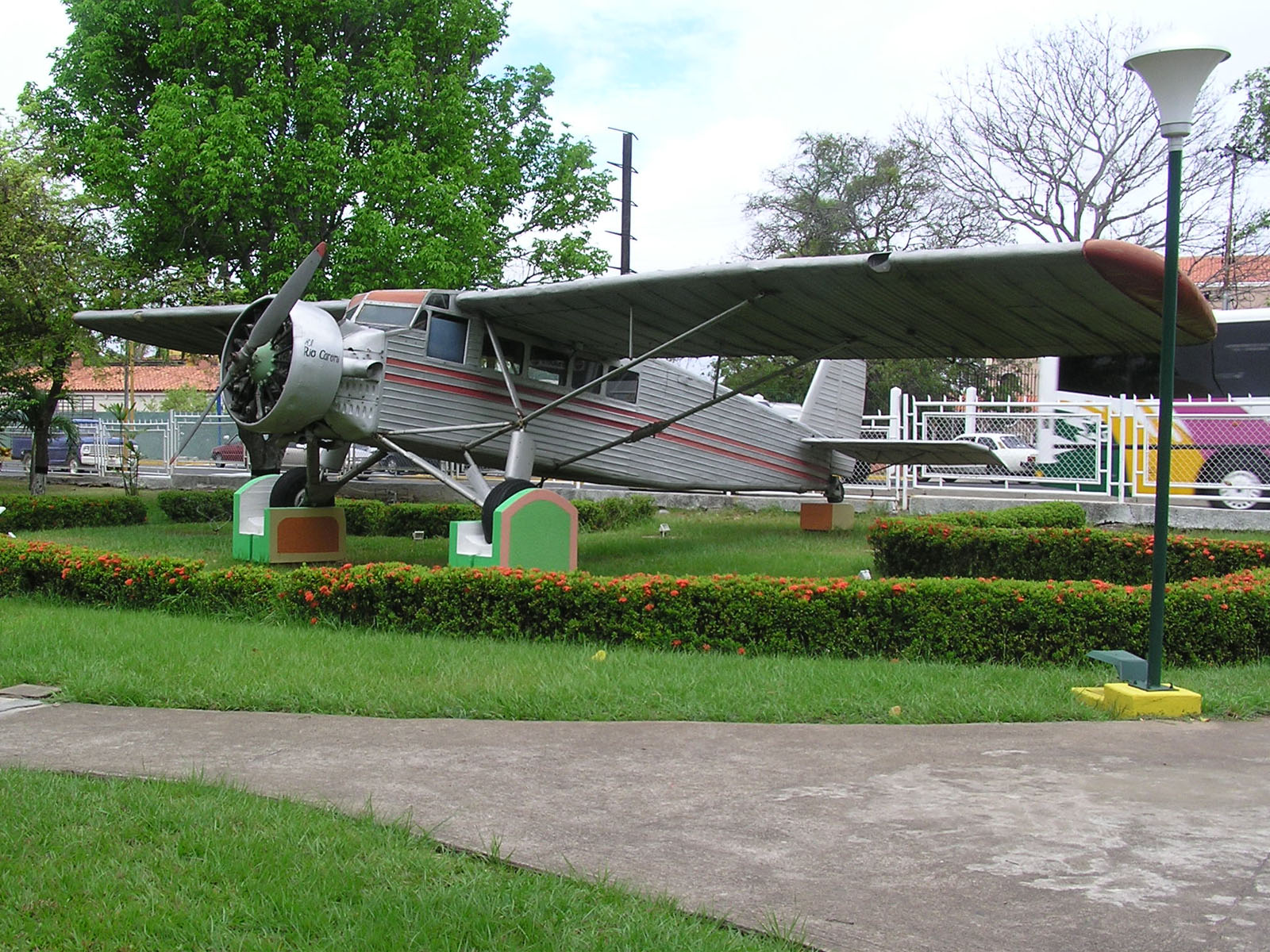
Réplica de la avioneta usada por Jimmie Angel durante el descubrimiento del Salto Ángel.

James Crawford Angel Marshall (Misuri, Estados Unidos, 1 de agosto de 1899 - Panamá, 8 de diciembre de 1956), más conocido como Jimmie Angel, fue un explorador y aviador de origen estadounidense, a quien se le atribuye la noticia de la existencia del Salto Ángel en Venezuela.
Entre sus logros se cuenta haberse estrellado en la cima del Auyantepui en 1937, además, la cascada más grande del mundo recibe su nombre en honor a él por ser quien la dio a conocer.
Alberto Vázquez Figueroa relató la vida de Jimmie Angel en su novela Ícaro. El explorador italiano Folco Quilici en su novela "Cielo verde" (1997) se inspira en la legendaria figura de Angel, para crear un atrevido y conmovedor personaje, Mike Angel, fascinado por la exuberante riqueza y atractivo de la inmensa selva virgen y empujado por el afán de perseguir un sueño, siempre cercano y nunca atrapado, en la recóndita profundidad de ese cielo verde de la Gran Sabana.

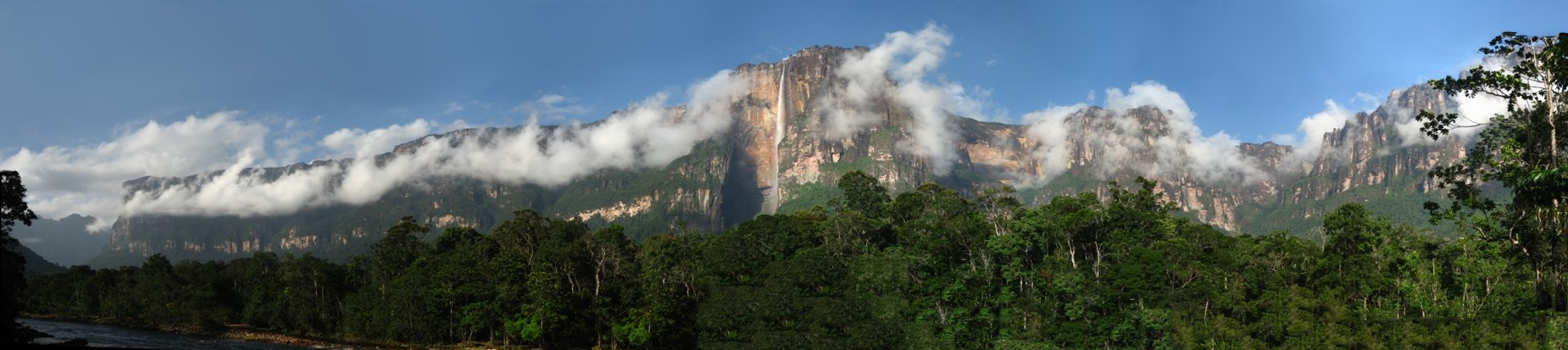
Salto Angel